# Sull'ideologia
Sull’ideologia o Ideologia e apparati ideologici di Stato (Ideologie et appareils ideologiques d'Etat) è un saggio del filosofo francese Louis Althusser, pubblicato per la prima volta nel 1970. 

## Contenuto
Nel saggio si afferma che il sistema scolastico si configura come il luogo conforme per eccellenza, infatti a scuola si imparano alcune tecniche, la cultura scientifica o letteraria e gli orientamenti utili a svolgere poi una attività sociale. Si imparano anche regole di morale, di conoscenza civica e professionale. 
La scuola è il luogo dove si formano e si riproducono anche le ideologie, le quali svolgono una funzione chiave nella società-stato, manipolando il soggetto e regolandone l’identità.

## Edizioni
- Louis Althusser, Sull’ideologia, Dedalo, 1976